# Indiana Pacers
Indiana Pacers je basketbalový tým hrající severoamerickou ligu National Basketball Association Patří do Atlantické divize Východní konference NBA.
Byl založen roku 1967, v té době hrál ligu American Basketball Association. Po sloučení ABA s NBA v roce 1976 přešel tým do NBA.
Za své působení v NBA dokázali Pacers jednou vyhrát play-off své konference (v roce 2000), ale ve finále následně podlehli Los Angeles Lakers.

## Statistika týmu v NBA

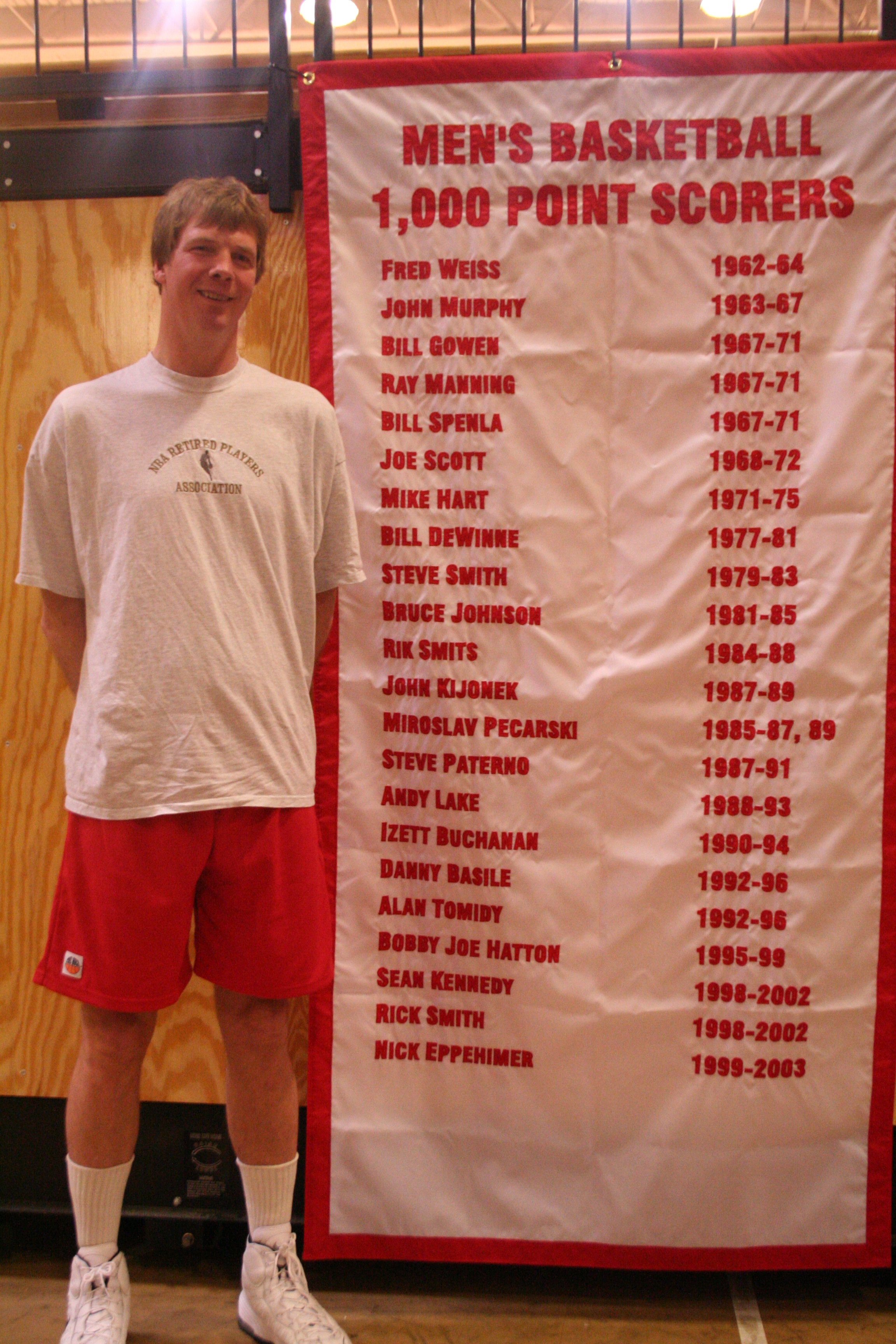
Hráč Indiana Pacers Rik Smits

| Sezóna         | Výhry | Prohry | %          | Účast v play-off                                                | Výsledky v play-off                                                                   |
| -------------- | ----- | ------ | ---------- | --------------------------------------------------------------- | ------------------------------------------------------------------------------------- |
| Indiana Pacers |       |        |            |                                                                 |                                                                                       |
| ABA            |       |        |            |                                                                 |                                                                                       |
| 1967-68        | 38    | 40     | 48,7       | Divizní semifinále                                              | 0:3 Pittsburgh Pipers                                                                 |
| 1968-69        | 44    | 34     | 56,4       | Divizní semifinále Divizní finále Finále ABA                    | 4:3 Kentucky Colonels 4:1 Miami Floridians 1:4 Oakland Oaks                           |
| 1969-70        | 59    | 25     | 70,2       | Divizní semifinále Divizní finále Finále ABA                    | 4:0 Carolina Cougars 4:0 Kentucky Colonels 4:1 Los Angeles Stars                      |
| 1970-71        | 58    | 26     | 69,0       | Divizní semifinále Divizní finále                               | 4:0 Memphis Pros 3:4 Utah Stars                                                       |
| 1971-72        | 47    | 37     | 56,0       | Divizní semifinále Divizní finále Finále ABA                    | 4:3 Denver Rockets 4:3 Utah Stars 4:2 New York Nets                                   |
| 1972-73        | 51    | 33     | 60,7       | Divizní semifinále Divizní finále Finále ABA                    | 4:1 Denver Rockets 4:2 Utah Stars 4:3 Kentucky Colonels                               |
| 1973-74        | 46    | 38     | 54,8       | Divizní semifinále Divizní finále                               | 4:3 San Antonio Spurs 3:4 Utah Stars                                                  |
| 1974-75        | 45    | 39     | 53,6       | Divizní semifinále Divizní finále Finále ABA                    | 4:2 San Antonio Spurs 4:3 Denver Nuggets 1:4 Kentucky Colonels                        |
| 1975-76        | 39    | 45     | 64,4       | Čtvrtfinále ABA                                                 | 1:2 Kentucky Colonels                                                                 |
| Celkem         | 427   | 236    | 49,2       |                                                                 |                                                                                       |
| Play-off       | 69    | 45     | 60,5       |                                                                 |                                                                                       |
| NBA            |       |        |            |                                                                 |                                                                                       |
| 1976-77        | 36    | 46     | 43,9       |                                                                 |                                                                                       |
| 1977-78        | 31    | 51     | 37,8       |                                                                 |                                                                                       |
| 1978-79        | 38    | 44     | 46,3       |                                                                 |                                                                                       |
| 1979-80        | 37    | 45     | 45,1       |                                                                 |                                                                                       |
| 1980-81        | 44    | 38     | 53,7       | První kolo                                                      | 0:2 Philadelphia 76ers                                                                |
| 1981-82        | 35    | 47     | 42,7       |                                                                 |                                                                                       |
| 1982-83        | 20    | 62     | 24,4       |                                                                 |                                                                                       |
| 1983-84        | 26    | 56     | 31,7       |                                                                 |                                                                                       |
| 1984-85        | 22    | 60     | 26,8       |                                                                 |                                                                                       |
| 1985-86        | 26    | 56     | 31,7       |                                                                 |                                                                                       |
| 1986-87        | 41    | 41     | 50,0       | První kolo                                                      | 1:3 Atlanta Hawks                                                                     |
| 1987-88        | 38    | 44     | 46,3       |                                                                 |                                                                                       |
| 1988-89        | 28    | 54     | 34,1       |                                                                 |                                                                                       |
| 1989-90        | 42    | 40     | 68,3       | První kolo                                                      | 0:3 Detroit Pistons                                                                   |
| 1990-91        | 41    | 41     | 50,0       | První kolo                                                      | 2:3 Boston Celtics                                                                    |
| 1991-92        | 40    | 42     | 48,8       | První kolo                                                      | 0:3 Boston Celtics                                                                    |
| 1992-93        | 41    | 41     | 50,0       | První kolo                                                      | 1:3 New York Knicks                                                                   |
| 1993-94        | 47    | 35     | 57,3       | První kolo Konferenční semifinále Konferenční finále            | 3:0 Orlando Magic 4:2 Atlanta Hawks 3:4 New York Knicks                               |
| 1994-95        | 52    | 30     | 63,4       | První kolo Konferenční semifinále Konferenční finále            | 3:0 Atlanta Hawks 4:3 New York Knicks 3:4 Orlando Magic                               |
| 1995-96        | 52    | 30     | 63,4       | První kolo                                                      | 2:3 Atlanta Hawks                                                                     |
| 1996-97        | 39    | 43     | 47,6       |                                                                 |                                                                                       |
| 1997-98        | 58    | 24     | 70,7       | První kolo Konferenční semifinále Konferenční finále            | 3:1 Cleveland Cavaliers 4:1 New York Knicks 3:4 Chicago Bulls                         |
| 1998-99        | 33    | 17     | 66,0       | První kolo Konferenční semifinále Konferenční finále            | 3:0 Milwaukee Bucks 4:0 Philadelphia 76ers 2:4 New York Knicks                        |
| 1999-2000      | 56    | 26     | 68,3       | První kolo Konferenční semifinále Konferenční finále Finále NBA | 3:2 Milwaukee Bucks 4:2 Philadelphia 76ers 4:2 New York Knicks 2:4 Los Angeles Lakers |
| 2000-01        | 41    | 41     | 50,0       | První kolo                                                      | 1:3 Philadelphia 76ers                                                                |
| 2001-02        | 42    | 40     | 51,2       | První kolo                                                      | 2:3 New Jersey Nets                                                                   |
| 2002-03        | 48    | 34     | 58,5       | První kolo                                                      | 2:4 Boston Celtics                                                                    |
| 2003-04        | 61    | 21     | 74,4       | První kolo Konferenční semifinále Konferenční finále            | 4:0 Boston Celtics 4:2 Miami Heat 2:4 Detroit Pistons                                 |
| 2004-05        | 44    | 38     | 53,7       | První kolo Konferenční semifinále                               | 4:3 Boston Celtics 2:4 Detroit Pistons                                                |
| 2005-06        | 41    | 41     | 50,0       | První kolo                                                      | 2:4 New Jersey Nets                                                                   |
| 2006-07        | 35    | 47     | 42,7       |                                                                 |                                                                                       |
| 2007-08        | 36    | 46     | 43,9       |                                                                 |                                                                                       |
| 2008-09        | 36    | 46     | 43,9       |                                                                 |                                                                                       |
| 2009-10        | 32    | 50     | 39,0       |                                                                 |                                                                                       |
| 2010-11        | 45    | 45,1   | První kolo | 1:4 Chicago Bulls                                               |                                                                                       |
| 2011-12        | 42    | 24     | 63,6       | První kolo Konferenční semifinále                               | 4:1 Orlando Magic 2:4 Miami Heat                                                      |
| 2012-13        | 49    | 32     | 60,5       | První kolo Konferenční semifinále Konferenční finále            | 4:2 Atlanta Hawks 4:2 New York Knicks 3:4 Miami Heat                                  |
| 2013-14        | 56    | 26     | 68,3       | První kolo Konferenční semifinále Konferenční finále            | 4:3 Atlanta Hawks 4:2 Washington Wizards 2:4 Miami Heat                               |
| 2014-15        | 38    | 44     | 46,3       |                                                                 |                                                                                       |
| 2015-16        | 45    | 37     | 54,9       | První kolo                                                      | Toronto Raptors                                                                       |
| Celkem         | 2033  | 1942   | 51,1       |                                                                 |                                                                                       |
| Play-off       | 109   | 106    | 50,7       |                                                                 |                                                                                       |